# Parti monarchiste parlementaire
Le Parti monarchiste parlementaire du Burundi- Abagenderabanga (PMP) est dirigé par Guillaume Ruzoviyo et lutte pour la restauration de la monarchie au Burundi, abolie à la suite d'un coup d’État en 1966.

## le Parti de la réconciliation du peuple
Le retour au multipartisme en 1991 au Burundi permet au mouvement monarchiste burundais de réapparaître sur la scène nationale. Interdit par la Constitution depuis les années 1970, le fait même de se revendiquer comme royaliste était passible d’emprisonnement. D’abord baptisé Parti royaliste parlementaire, il devient en 1992 le Parti de la Réconciliation du Peuple (PRP) afin de pouvoir se faire enregistrer comme parti d’opposition et se présenter aux premières élections multipartites de juin 1993. Son candidat Pierre-Claver Sendegeya obtiendra 1,44% des voix lors de ces élections. 
Mathias Hitimana leader du PRP et ancien intime du roi Ntare V, est présenté alors comme une figure neutre dans le paysage politique du Burundi. 
La nouvelle Constitution promulguée en 2001 permet aux mouvements monarchistes de se présenter à toutes élections sous cette étiquette. Le PRP devient alors le Parti monarchiste parlementaire du Burundi- Abagenderabanga. Le président Pierre Buyoya (1987-1993 et 1996-2003) octroie à Mathias Hitimana le poste de ministre des Mines afin de pouvoir contrôler le mouvement monarchiste. Mais le ralliement en juillet 2002 de Mathias Hitimana à la rébellion armée du Conseil national pour la défense de la démocratie-Forces de défense de la démocratie (CNDD-FDD) lui fait perdre son poste. 

## Abahuza
En janvier 2004, Hitimana meurt subitement et le Parti de la réconciliation du peuple va traverser une crise de leadership qui aboutit en septembre 2004 à la création d’Abahuza par le prince Godefroid Kamatari. Issu de la famille royale, le prince qui prétend au trône du Burundi est contesté par la princesse Rosa Paula Iribagiza Mwambutsa.

## Parti monarchiste parlementaire du Burundi
Issu d’une scission avec Abahuza le 12 janvier 2005, le Parti monarchiste parlementaire du Burundi (P.M.P.) est dirigé par Guillaume Ruzoviyo. Bien qu’il n’ait pas de représentants élus au parlement et qu’il n’occupe plus de poste gouvernemental depuis fin 2005, le PMP s'est rallié au sein d’une coalition de 10 partis au CNDD-FDD, grand vainqueur des élections générales de 2010 et a obtenu la gestion de l’Ambassade du Burundi en Russie. 
35e parti national agréé, le PMP est sur le plan international, membre de la Conférence monarchiste internationale (CMI).
En mars et avril 2012, le PMP a apporté officiellement son soutien aux recherches coordonnées par le Burundi et la Belgique du corps du mwami Ntare V et apporter son soutien au retour de la dépouille du roi Mwambutsa IV au Burundi dans le cadre des festivités de réconciliation organisées dans le cadre du 50e anniversaire de l'indépendance du Burundi. Le PMP a condamné la volonté de blocage du transfert du roi Mwambutsa IV par la princesse Esther Kamatari.